# Hobards
Hobards ou Hobardz (en arménien Հոբարձ) est une communauté rurale du marz de Lorri en Arménie. En 2008, elle compte 815 habitants.